# Miroslav Januš
Miroslav Januš (Postupice, 9 agosto 1972) è un ex tiratore a segno ceco.

## Palmarès

### Olimpiadi
- 1 medaglia:
  - 1 bronzo (Atlanta 1996 nei 10 metri bersaglio mobile)